# Wamin
Wamin là một xã ở tỉnh Pas-de-Calais trong vùng Nord-Pas de Calais của Pháp.
Wamin có cự ly 3 dặm Anh (5 km) về phía bắc Hesdin và 15 dặm Anh (24 km) về phía đông Montreuil

## Dân số
| 1962                                                               | 1968 | 1975 | 1982 | 1990 | 1999 | 2006 |
| ------------------------------------------------------------------ | ---- | ---- | ---- | ---- | ---- | ---- |
| 251                                                                | 273  | 217  | 272  | 276  | 263  | 262  |
| Census enumeration starting in 1962: Population without duplicates |      |      |      |      |      |      |